# Acrimea fimbriata
Acrimea fimbriata är en skalbaggsart som beskrevs av Thomas Casey 1911. Acrimea fimbriata ingår i släktet Acrimea och familjen kortvingar. Inga underarter finns listade i Catalogue of Life.